# Jean-Claude Jean
Jean-Claude Jean est un producteur et réalisateur français né à Mont-Saint-Aignan le 13 novembre 1959 et mort le 16 juin 2012à Paris 10e .

## Biographie
Jean-Claude Jean commence sa carrière dans la musique. Guitariste et chanteur, il réalise Monnaie, son premier disque, édité par WEA et produit par Apache, la société de Michel Berger, puis l'album Équilibre. La chaîne M6 en a produit les clips.
Il passe derrière la caméra et couvre plusieurs années de reportages dans le monde. Son premier long métrage est un road movie, On va nulle part et c'est très bien, qui obtient le grand prix du festival de Barcelone. Il raconte l’histoire d’un ouvrier de la sidérurgie qui perd son travail et décide d’emmener sa famille vivre en Finlande, le pays de sa femme. On retrouvera souvent des thématiques liant le social et le voyage dans les œuvres de Jean-Claude Jean. 
Il deviendra membre du conseil d’administration de la société civile des auteurs, réalisateurs et producteurs (ARP) pendant plusieurs années, de la commission d'agrément du Centre national du cinéma et de l'image animée et de la commission d'aide à la distribution CNC/Canal+
Malgré le cancer dont il est atteint, Jean-Claude Jean crée Big Bang Films en 2010 avec Sandrine Bagarry et décide de distribuer Off World de Matéo Guez. Il présente l'avant première du film devant une salle comble mais ne verra pas sa sortie.

## Filmographie
Réalisateur
- 2011 : Eurasiens de Normandie (documentaire)
- 2011 : Au fil des marais coréalisé avec Sandrine Bagarry (documentaire)
- 2011 : Méandres (documentaire)
- 2010 : Enfant d'Indochine coréalisé avec Matthieu Geslain (documentaire)
- 2009 : Cendrine (film LM)
- 2009 : Des murs et des hommes (documentaire)
- 2008 : L'Extraordinaire Aventure de Hammer Simwinga (documentaire)
- 2006 : Demm Demm (documentaire)
- 2004 : Vendues (film LM) Sélection officielle du festival de Las Palmas
- 2003 : Le Ministère des neiges (documentaire)
- 2003 : Juliettes et Roméos (documentaire)
- 2000 : Le Mystère Gilot (documentaire)
- 1998 : On va nulle part et c'est très bien (film LM) Grand prix du festival de Barcelone, 1997
- 1994 : Une vie de couleurs (documentaire), Grand Prix du Festival du film d’art de Toulouse en 1996
- Caravaning Paradis (court métrage)

Producteur/distributeur de longs-métrages et de documentaires
(Liste non exhaustive. Plus de 50 documentaires produits)
- 2012 : D'une vie l'autre de Matéo Guez (Film LM)
- 2011 : Off World de Matéo Guez (Film de LM)
- 2012 : Divine musique de Valérie Deschênes (documentaire)
- 2011 : La Mujer Del Animal de Víctor Gaviria (Film LM)
- 2011 : Dounoukéfio de Jean Daniel Bécache (documentaire)
- 2011 : La ville à l'état gazeux de Frank Beau (documentaire)
- 2011 : Pöli de Jean Daniel Bécache (documentaire)
- 2010 : Maternité de Valérie Deschênes
- 2008 : Eia pour Césaire de Sarah Maldoror (documentaire)
- 2010 : Le goût du sang d'Amaury Voslion (Film LM)
- 2004 : Un matin bonne heure de Gahité Fofana   (Film LM)
- 2002 : Vendues de Jean-Claude Jean (Film LM)
- 2000 : Océanie de Charles Belmont Film LM)
- 1999 : Confort moderne de Dominique Choisy (prix du scénario de la Fondation GAN, grand prix de la presse du Festival de Mar Del Plata) (Film LM)
- 1996 : On va nulle part et c'est très bien de Jean-Claude Jean (grand prix du Festival de Barcelone)(Film LM)
- 1995 : Le Rocher d'Acapulco (coproduction) de Laurent Tuel (Festival de Cannes 1995 dans la sélection « Cinéma en France ») (Film LM)

Scénariste
- 2012 : Zarafa coauteur avec Rémi Bezançon et Alexandre Abela
- 2011 : Barbara la dame en noir
- 2011 : N'oublie pas que je t'aime
- 2010 : Le goût du sang coauteur Amaury Voslion
- 2008 : Opus Nord
- 2008 : Les triplettes de Juliette Coauteur Laurent Ducastel
- 2007 : Les Nuits de l'ours Coauteur Laurent Ducastel
- 2006 : Cendrine, d’après Le Crime de Sainte-Adresse de Didier Daeninckx
- 2005 : Le Bonnet rouge
- 2002 : Les Gens d'air
- 2001 : Vendues, coécriture Rémi Bezançon
- 1999 : Le Triangle d’or
- 1998 : On va nulle part et c'est très bien, coécriture Bruno Aguila
- 1997 : Le Corbeau blanc
- 1996 : Une maison dans la brume